# بیسبال در المپیک تابستانی ۲۰۲۰
بیسبال یکی از ورزش‌های بازی‌های المپیک تابستانی ۲۰۲۰ است که از ۲۸ ژوئیه تا ۷ اوت ۲۰۲۱ برگزار شد.
این مسابقات در بخش مردان و با ۶ تیم انجام شد.

## مسابقات انتخابی
| رویداد                       | تاریخ              | میزبان                      | سهمیه | تیم انتخاب شده      |
| ---------------------------- | ------------------ | --------------------------- | ----- | ------------------- |
| کشور میزبان                  | ۳ اوت ۲۰۱۶         | —                           | ۱     | ژاپن                |
| مسابقات انتخابی اروپا/آفریقا | ۱۸–۲۲ سپتامبر ۲۰۱۹ | بولونیا / پارما             | ۱     | اسرائیل             |
| 2019 WBSC Premier12          | ۲–۱۷ نوامبر ۲۰۱۹   | توکیو                       | ۲     | کرهٔ جنوبی · مکزیک   |
| مسابقات انتخابی آمریکا       | ۳۱ مه-۵ ژوئن ۲۰۲۱  | پورت سنت لوسی / وست پام بیچ | ۱     | ایالات متحده آمریکا |
| مسابقات انتخابی نهایی        | ۲۲–۲۶ ژوئن ۲۰۲۱    | پوئبلا سیتی                 | ۱     | دومینیکن            |
| مجموع                        |                    |                             | ۶     |                     |

## مدال‌آوران
| طلا | نقره | برنز |
| ژاپن · کویو آئویاگی · سوگورو ایوازاکی · ماساتو موریشیتا · هیرومی ایتو · یوشینوبو یاماموتو · ماساهیرو تاناکا · یاسواکی یاماسامی · ریوجی کوریبایاشی · یودای اونو · کودای سنگا · کایما تایرا · ریوتارو اومنو · تاکویا کای · تتسوتو یامادا · سوسوکه گندا · هیدتو آسامورا · ریوسوکه کیکوچی · هایاتو ساکاموتو · مونتاکا موراکامی · کنسوکه کوندو · یوکی یاناگیتا · ریویا کوریهارا · ماساتاکا یوشیدا · سیا سوزوکی | ایالات متحده آمریکا · شین باز · آنتونی کارتر · براندون دیکسون · آنتونی گوس · ادوین جکسون · اسکات کازمیر · نیک مارتینز · اسکات مک‌گاف · دیوید رابرتسون · جو رایان · رایدر رایان · سیمون وودز ریچاردسون · تیم فدروویچ · مارک کلوژواری · نیک آلن · ادی آلوارز · تریستون کاساس · تاد فریزر · جیمی وستبروک · تایلر آستین · اریک فیلیا · پاتریک کیولهن · جک لوپس · بابا استارلینگ | جمهوری دومینیکن · داریو آلوارس · گابریل آریاس · خایرو آسنسیو · لوئیس فیلیپه کاستیو · جومبو دیاس · جونیور گارسیا · یان مارینیس · کریستوفر مرسدس · دنی ریس · رامون روسو · آنخل سانچس · رائول والدس · رولدانی بالدوین · چارلی والریو · خوسه بائوتیستا · خوان فرانسیسکو · جیسون گوسمان · اریک مخیا · گوستاوو نونیز · امیلیو بونیفاسیو · ملکی کابررا · خوان میسس · یفری پرس · خولیو رودریگس |